# Crocidura usambarae
Crocidura usambarae är en däggdjursart som beskrevs av Nico J. Dippenaar 1980. Crocidura usambarae ingår i släktet Crocidura och familjen näbbmöss. IUCN kategoriserar arten globalt som starkt hotad. Inga underarter finns listade i Catalogue of Life.
Denna näbbmus förekommer i vulkaniska bergstrakter i norra Tanzania. Utbredningsområdet ligger 1500 till 2000 meter över havet. Bergstrakterna är täckta av tropisk fuktig skog.